# Francuska ženska softbolska reprezentacija
Francuska ženska softbolska reprezentacija predstavlja državu Francusku u športu softbolu.
Krovna organizacija: Fédération Française de Baseball, Softball et de Cricket.

## Postave

### EP 2007.
Vendramin, Leboeuf, De Riols, Hunter, Lassaigne, Damond, Sauvage, V. Magnee, Mengoli, Lemaire, M. Magnee, Fouquet, Metreau, Cornaille, Tournour

## Nastupi na EP
- Rovereto 1979.: nisu sudjelovale
- Haarlem 1981.: nisu sudjelovale
- Parma 1983.: nisu sudjelovale
- Antwerpen/Anvers 1984.: nisu sudjelovale
- Antwerpen/Anvers 1986.: nisu sudjelovale
- Hørsholm 1988.: 8.
- Genova 1990.: 6.
- Bussum 1992.: 7.
- Settimo Torinese 1995.: 6.
- divizija "A", Prag 1997.: 8. (ispale)
- divizija "B", Antwerpen 1999.: 4.
- divizija "B", Beč 2001.: 4.
- divizija "B", Saronno, Italija 2003.: 5.
- divizija "B", Prag 2005.: 3.
- divizija "B", Zagreb 2007.:

## Vanjske poveznice
- Postava na EP 2007.  Arhivirana inačica izvorne stranice od 19. kolovoza 2007. (Wayback Machine)
- Francuski savez za softbol, bejzbol i kriket